# زمان رو به اتمام است (ترانه)
«زمان رو به اتمام است» (به انگلیسی: Time Is Running Out) یک تک‌آهنگ از میوز است. این تک‌آهنگ در آلبوم آمرزش (آلبوم) قرار داشت.